# Zlín Z-143
Die Zlín Z-143 ist ein einmotoriges, viersitziges Leichtflugzeug des tschechischen Herstellers Zlín.

## Geschichte
Die Z-143 basiert auf dem zweisitzigen Modell Z-142, das Ende der 1970er Jahre entwickelt wurde.
Das Z-143-Programm wurde im Mai 1991 gestartet, der Prototyp (Kennzeichen OK-074) flog zum ersten Mal am 24. April 1992.
Die Maschine ist für einfachen Kunstflug (außer Rückenflug), als Schleppflugzeug und mit entsprechender Ausrüstung für die IFR-Schulung zugelassen. Bis 2006 waren insgesamt 53 Z-143L produziert und in 14 Staaten verkauft worden.

## Konstruktion
Der Rumpfaufbau, die Steuereinrichtungen, sowie das Fahrwerk sind entsprechend der Z-142 ausgelegt, das elektrische System und die Avionik sind identisch mit den Einrichtungen der Z-242. Der Preis der Maschine beträgt 300.000 Euro.

## Nutzer
- Ägypten: 5
- Australien: 1
- Deutschland: 8
- Eritrea: ?
- Hongkong: 2
- Israel: 3
- Jemen: 1
- Nordmazedonien: 1
- Österreich: 1
- Schweiz: 2
- Slowenien: 2
- Thailand: 8
- Tschechien: 9
- Ungarn: 1
- Vereinigte Staaten: 7

## Technische Daten
| Kenngröße                                | Z-143 LSi                                | Z-143 LSi Utility                        |
| ---------------------------------------- | ---------------------------------------- | ---------------------------------------- |
| Besatzung                                | 1                                        | 1                                        |
| Passagiere                               | 3                                        | 3                                        |
| Länge                                    | 7,58 m                                   | 7,58 m                                   |
| Spannweite                               | 10,14 m                                  | 10,14 m                                  |
| Höhe                                     | 2,91 m                                   | 2,91 m                                   |
| zul. Lastvielfaches                      | +3,8/−1,52 g                             | +4,4/−1,76 g                             |
| Leermasse                                | 855 kg                                   | 855 kg                                   |
| max. Startmasse                          | 1350 kg                                  | 1080 kg                                  |
| Reisegeschwindigkeit (2200/min, 6000 ft) | 243 km/h                                 | 249 km/h                                 |
| Höchstgeschwindigkeit (auf Meereshöhe)   | 260 km/h                                 | 266 km/h                                 |
| Reichweite                               | 1100 km                                  | 460 km                                   |
| Triebwerk                                | Lycoming IO-540-C4D5 mit 175 kW (235 PS) | Lycoming IO-540-C4D5 mit 175 kW (235 PS) |
| Tankinhalt                               | 2 × 61 l                                 | 2 × 61 l                                 |
| Zusatztanks                              | 2 × 51 l                                 | –                                        |